# Troesovallei
De Troesovallei (Georgisch: თრუსოს ხეობა, Troesos cheoba), ook wel Troesokloof genoemd, is een hooggelegen oost-west georiënteerd trogdal in het noorden van Georgië, gelegen in de gemeente Kazbegi. Het dal is onderdeel van het Nationaal park Kazbegi en is het brongebied van de Terek (Tergi). De Troesovallei ligt in de Georgische streek Chevi en bevat cultuur-historisch erfgoed. Sinds het begin van de 21e eeuw is de vallei praktisch verlaten van menselijke bewoning. Enkel in de nederzetting Abano wonen nog permanent mensen.

## Geografie

Boermasigi met de Chochi-bergrug.

De Troesovallei ligt grofweg tussen de 3132 meter hoge Troesopas op de grens met Rusland en het Kobidal bij de Georgische Militaire Weg (S3), aan de voet van de 5047 meter hoge Kazbek. De vallei heeft een lengte van ruim twintig kilometer en een breedte van een tot twee kilometer met een dalbodem tussen de 2000 en 2400 meter boven zeeniveau (oplopend van oost naar west). De Terek (Tergi) heeft de bron bovenin de vallei en stroomt via Stepantsminda en de Darjalkloof naar Rusland.

### Vulkanisme
De vallei wordt aan de noordkant omsloten door de Chochibergrug, dat een gemiddelde hoogte heeft van 4500 meter met de Kazbek als hoogtepunt. Deze bergrug draait vanuit het oosten links om de vallei naar de hoofdkam en de waterscheiding van de Grote Kaukasus, die de zuidelijke begrenzing van de vallei vormt. Het Keli Vulkanisch Hoogland ligt aan de kop van de Troesovallei in de hoofdkam de Grote Kaukasus. Dit is tevens de grens met de Georgische afscheidingsrepubliek Zuid-Ossetië. De vallei is gevormd door erosieve- en tektonische processen, aangevuld met vulkanische lava van de 3736 meter hoge Chorisari, die ten zuiden van Abano aan de rand van het Keli Vulkanisch Hoogland ligt en met de naastgelegen vulkaan Sjerchota de bron is van de Witte (Mtioeleti) Aragvi.
Ongeveer 6000 jaar geleden, in het Midden Holoceen, sloot de lavastroom van de Chorisari het trogdal af en ontstond er een waterreservoir. Als gevolg hiervan vormde de Terek-rivier een smalle en ongeveer 200 meter diepe kloof, de Kasrischevi-vernauwing, dat het oostelijke uiteinde van de Troesovallei werd. In deze kloof bevinden zich aan de zuidzijde van de Terek lavakolommen tot 300 meter hoog, terwijl de noordkant een minder steile leistenen wand is. Op de zuidflank van de Troesovallei zijn plekken met kalksteen te vinden waar zich karst-zinkgaten hebben ontwikkeld, maar ook travertijnen zichtbaar zijn, met name net boven de Kasrischevi-vernauwing.

### Gletsjers
Er liggen een tiental gletsjerclusters op de hellingen in de Troesovallei en de zijdalen. De belangrijkste clusters liggen in het Chochigebergte, waaronder in het Mna-dal waar zeven hangende gletsjers te vinden zijn met een totale oppervlakte van 4,8 km². De belangrijkste hiervan is 2,6 km² groot en heeft een lengte van 2,5 kilometer. Het grootste gletsjercluster is te vinden in het Soeatisi-dal, waar acht gletsjers met een totale oppervlakte van 12,8 km² te vinden zijn. De Oost-Soeatisigletsjer is de grootste met een oppervlakte van 7,7 km² en een lengte van bijna 5 kilometer. Het is de achtste grote gletsjer in Georgië. In de periode tussen 1960 en 2014 zijn de gletsjers 30% tot 50% gekrompen. Sinds april 2019 valt ruim 7000 hectare van de Troesovallei onder nationaal beschermd landschap en is onderdeel van het Nationaal park Kazbegi.

## Geschiedenis

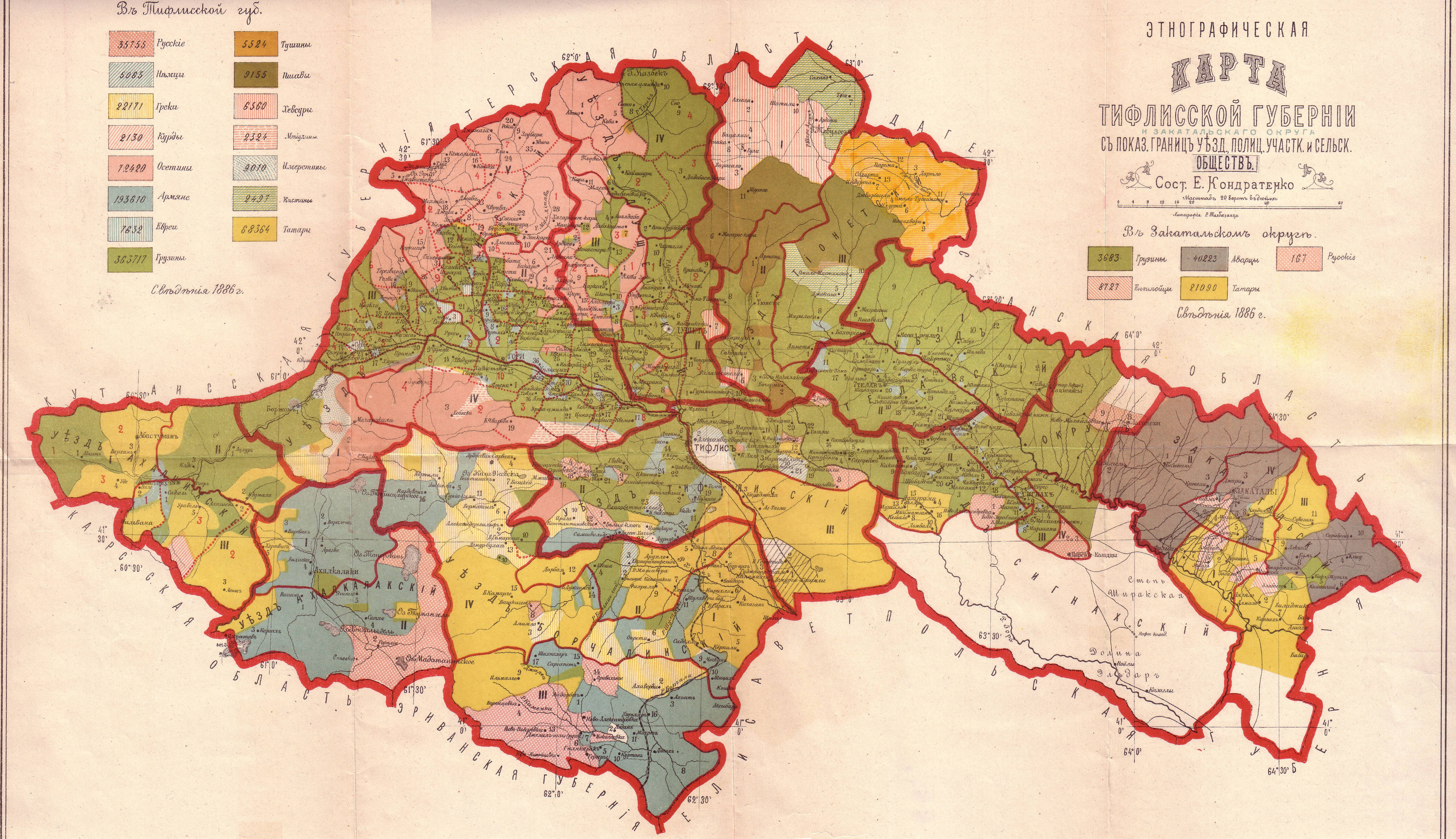
Etnische en bestuurlijke kaart uit 1897: Abano en Kobi linksboven (roze: Osseten).

De eerste gedocumenteerde en zichtbare bewoning van de vallei gaat terug naar de middeleeuwen. In de late middeleeuwen tot de 17e eeuw woonden in het gebied vooral Dval. Dit zijn etnisch Georgiërs uit de voormalige Georgische streek Dvaleti ten westen van de Troesopas, in wat nu het uiterste zuiden van het moderne Noord-Ossetië is en tegen de noordkant van de hoofdkam van de Grote Kaukasus ligt. De Troesovallei viel tot de Russische annexatie in 1801 onder de Georgische koninkrijken Kartli en Kartli-Kachetië en was onderdeel van de streek Chevi.
Tijdens de Russische overheersing werd het gebied bestuurlijk ingedeeld bij het oejezd (provincie) Doesjeti van het Gouvernement Tiflis. Binnen het oejezd vormde het samen met het Kobi-dal de rurale gemeenschap Zemo-Chevi (Russisch: Верхне-Хевское, Verchne-Chevski) dat bij het gemeentelijke district (yча́сток, oetsjastok) Chevi hoorde. Chevi komt overeen met de moderne gemeente Kazbegi.

### Osseten

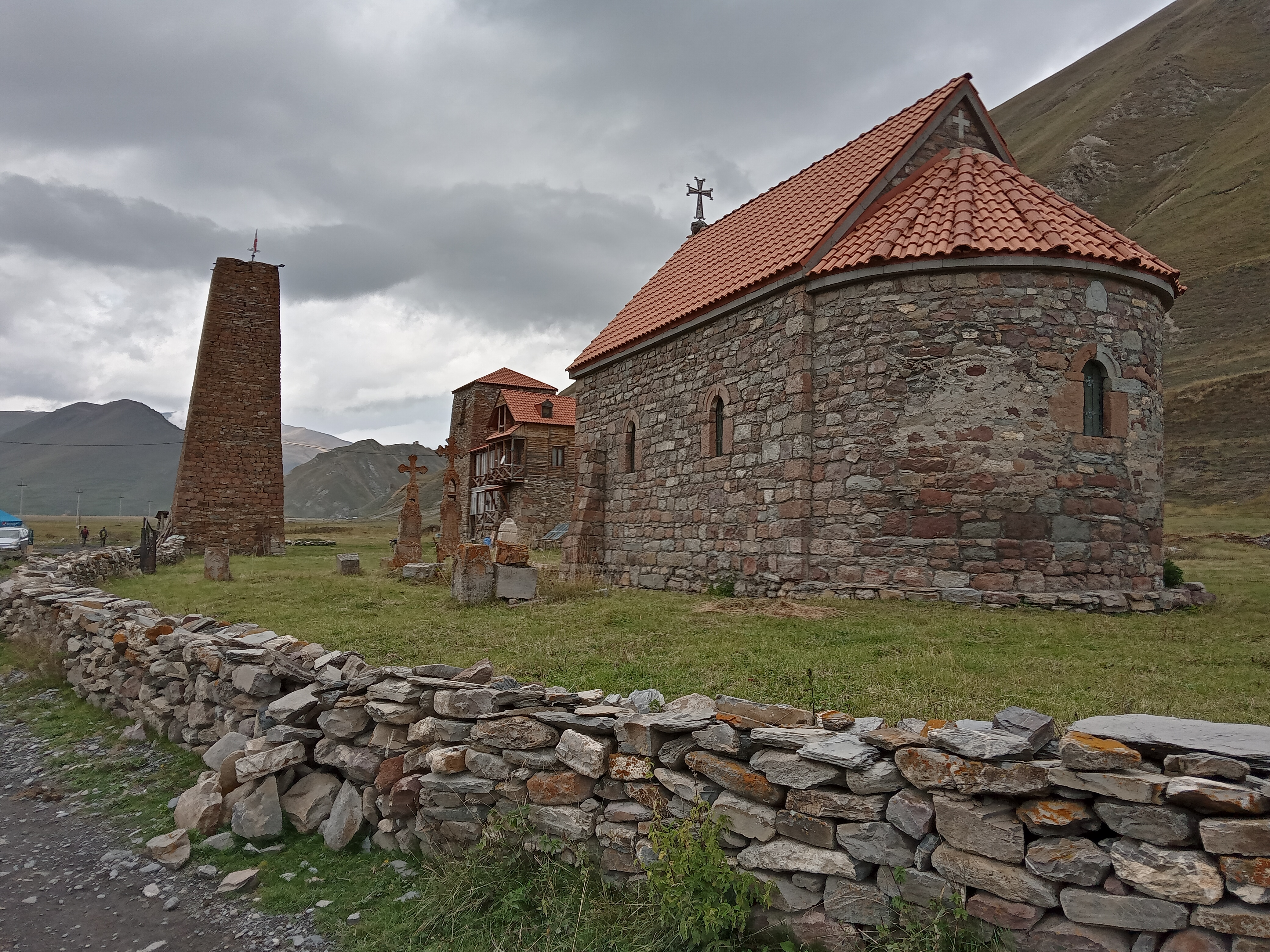
Abanoklooster met woontorens

Osseten die zich al in Dvaleti hadden gevestigd migreerden vanaf de 17e eeuw over de Troesopas de Troesovallei in. Dit had vooral zijn beslag van de tweede helft van de 18e eeuw tot het eind van de 19e eeuw. De Dval en Osseten assimileerden met elkaar, net als elders in Georgië, waarbij de Osseetse identiteit uiteindelijk de overhand kreeg in de Troesvallei en ging domineren.
In de 18e eeuw waren er acht Osseetse dorpen, bij het begin van de 19e eeuw was dit uitgegroeid tot dertien. Alhoewel de meeste huishoudens in Troeso in de 19e eeuw een gemengd karakter hadden, identificeerde vrijwel iedereen zich als Osseets. In 1923 bestond de gehele Kobi dorpsgemeenschap (თემი, temi), inclusief Troeso, voor 100% uit Osseten. Dit waren in totaal 3.266 personen. Het gebied bleef ondanks de Osseetse bevolkingssamenstelling buiten de in 1922 door de Sovjet-Unie gevormde Zuid-Ossetische Autonome Oblast en was ook tijdens het bepalen van de grenzen ervan geen discussiepunt.

### Ontvolking
Vanaf 1944 verhuisden de Osseten massaal naar Noord-Ossetië, naar dorpen van de Ingoesj, die door het bewind van Jozef Stalin waren gedeporteerd. De collectivisatie in de Sovjet-Unie en het algemene landbouwbeleid waren mede debet aan de migratie naar de vruchtbare gronden van de Noordelijke Kaukasus. De Osseten in Troeso leefden van de landbouw op een manier die niet paste binnen het Sovjetsysteem. De migratie leidde tot een snelle ontvolking van de vallei. De Osseetse bevolking in het gehele district Kazbegi (Chevi) nam tussen 1939 en 1989 af van 3.529 naar 445, waarvan het grootste deel vóór 1970 toen er nog 983 Osseten woonden. 
Het uiteenvallen van de Sovjet-Unie, de etnische spanningen tussen de Georgiërs en Osseten, en de wanorde en economisch zware tijden in de jaren 1990 gaven de laatste impuls aan de leegloop van de vallei. De resterende Osseten in de vallei stonden voor een dilemma: ofwel de zware omstandigheden in het onafhankelijk geworden Georgië zien te overleven, ofwel naar de Russische Federatie verhuizen voor permanent verblijf. In beide gevallen zouden ze hun bestaan op basis van de jaarlijkse veetrek over de bergen moeten beëindigen. Door de internationale grens in de bergen sinds 1991 was de jaarlijkse trek met alle bureaucratische obstakels en kosten ondoenlijk geworden. De meeste Osseetse bewoners gaven er dan ook de voorkeur aan in Rusland te wonen en verlieten de nederzettingen van het district Kazbegi en de Troesovallei volledig.

### Osseetse claims
De Osseetse geschiedenis met de Troesovallei wordt sinds de Russisch-Georgische Oorlog in 2008 door de afscheidingsrepubliek Zuid-Ossetië aangehaald om de vallei territoriaal te claimen. Sinds 2016 noemen de Zuid-Osseten het gebied Oostelijk Ossetië. Zuid-Ossetië legt er ook een cultuur-historische claim op: religieus en ander cultureel erfgoed zouden van Osseetse oorsprong zijn, iets dat door Georgiërs betwist wordt op basis van onder andere toponymie.

## Demografie

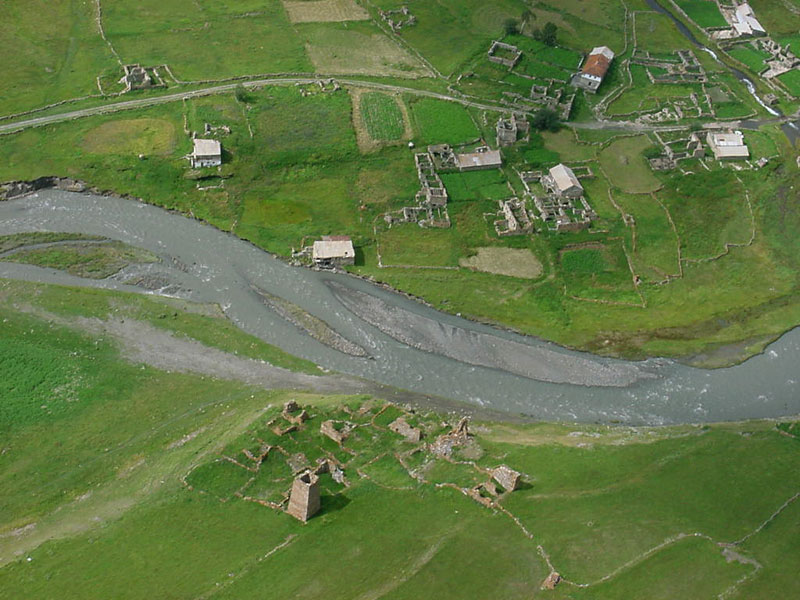
Verlaten dorpen

Volgens de volkstelling van 2014 woonden er drie mensen in de Troesovallei, allen in Abano en Georgisch. Een opvallende verandering ten opzichte van 2002 door de opening van een klooster in Abano in 2014. In 1831 woonden er in de vallei 955 mensen verspreid over 190 huishoudens en 13 dorpen, wat in 1886 naar 1.627 in 240 huishoudens was gegroeid. De meeste dorpen waren toen ongeveer 120-200 inwoners groot. In 1923 was 100% van de vallei Ossetisch, en in 1989 was dit meer dan 80%. De tabel laat het totaal zien van de dertien dorpen in de vallei: Abano, Boermasigi, Kvemo Desi, Zemo Desi, Dzjimara, Karatkau, Ketrisi, Resi, Soeatisi, Svirevta, Tepi, Tsotsolta en Zakagori.
| Bevolking van de Troesovallei                                | Bevolking van de Troesovallei | Bevolking van de Troesovallei | Bevolking van de Troesovallei | Bevolking van de Troesovallei | Bevolking van de Troesovallei | Bevolking van de Troesovallei | Bevolking van de Troesovallei | Bevolking van de Troesovallei | Bevolking van de Troesovallei | Bevolking van de Troesovallei |
| Jaar                                                         | 1802                          | 1831                          | 1860                          | 1873                          | 1886                          | 1910                          | 1923                          | 1989                          | 2002                          | 2014                          |
| ------------------------------------------------------------ | ----------------------------- | ----------------------------- | ----------------------------- | ----------------------------- | ----------------------------- | ----------------------------- | ----------------------------- | ----------------------------- | ----------------------------- | ----------------------------- |
| Aantal                                                       | 896                           | 955                           | 1.304                         | 1.393                         | 1.627                         | 1.923                         | 1.486                         | 112                           | 0                             | 3                             |
| Verantwoording data: 1802-1910, 1910, 1923, 1989-2002, 2014. |                               |                               |                               |                               |                               |                               |                               |                               |                               |                               |

## Bezienswaardigheden

Troeso Travertijn Natuurmonument

Naast natuurschoon bevat de vallei ook cultuurhistorische monumenten: oude verlaten nederzettingen, vestingwerken, woongebouwen, begraafplaatsen enzovoorts. De oudste bouwwerken stammen uit de middeleeuwen.
- Abano, enige permanent bewoonde nederzetting in de vallei met een klooster, een 19e-eeuwse kerk en twee 17e-eeuwse defensieve woontorens van 15 en 20 meter hoog.[23] Het klooster en de kapel werden tussen 2010 en 2014 gebouwd op de restanten van de 19e-eeuwse kerk.[17]
- Aartsengelkerk van Troeso, een 10e-eeuws kerkje op een heuvel 1,5 kilometer westelijk van Abano. Het kerkje mist het dak.[24]
- Zakagorifort. Een van de eerste centra van Troeso, een gefortificeerde nederzetting op een heuvel bij de samenvloeiing van de Soeatisi met de Terek en onderdeel van het verdedigingssysteem van de vallei. De kern is in de 13e-14e eeuw gebouwd, en de torens zijn er in de 17e eeuw bijgekomen.[25]
- Troeso Travertijnen Natuurmonument. Boven de Kasrischevi-vernauwing, drie kilometer oostelijk van Abano, bevinden zich travertijn kalkafzettingen door kalkrijk water.[26] Ook op andere plekken is dit in de vallei terug te vinden, alsmede diverse mineraalwaterbronnen.

## Vervoer
De Troesovallei is bij het dorp Almasiani te bereiken vanaf de Georgische Militaire Weg (S3, de doorgaande weg Tbilisi - Stepantsminda). De onverharde weg door de vallei loopt uiteindelijk dood. Er kan daarnaast niet zonder speciale vergunning voorbij Zakagori gereisd worden om veiligheidsredenen in het grensgebied met Zuid-Ossetië.